# Anapausis haemorrhoidalis
Anapausis haemorrhoidalis är en tvåvingeart som beskrevs av Oswald Duda 1928. Anapausis haemorrhoidalis ingår i släktet Anapausis och familjen dyngmyggor.
Artens utbredningsområde är Polen. Inga underarter finns listade i Catalogue of Life.